# Bernat II de Pallars Sobirà
Bernat II de Pallars Sobirà (? - 1049) fou comte de Pallars Sobirà (1035-1049).
Fill del comte Guillem II de Pallars Sobirà, el succeí a la seva mort el 1035.
Bernat II morí sense descendents coneguts i fou succeït pel seu germà petit Artau I de Pallars Sobirà.